# 아지후라이

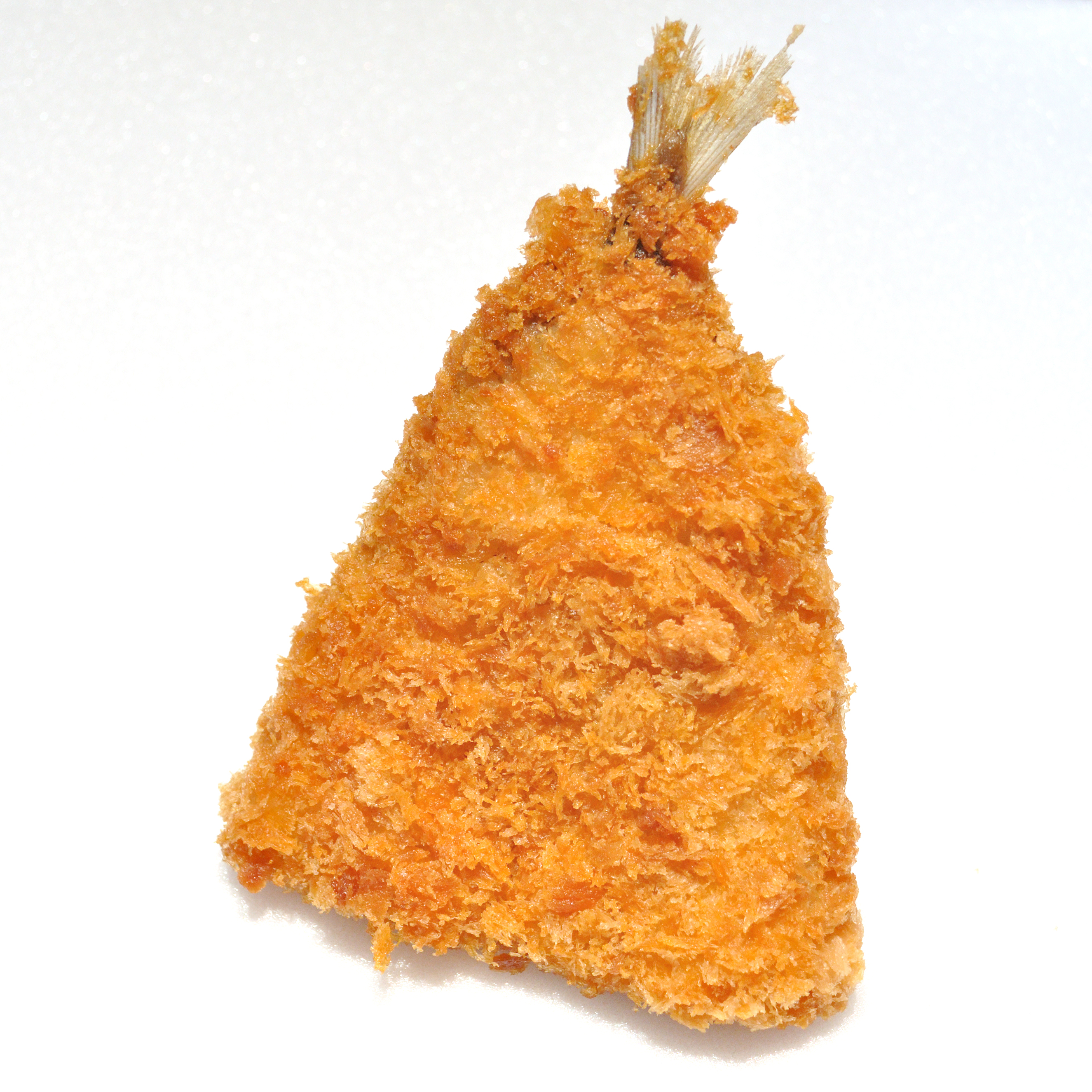
아지후라이

아지후라이(일본어: アジフライ)는 전갱이를 재료로 한 일본의 튀김 요리다. 메이지 시대 이후 일본에서 서양 요리에 근거해 독자적으로 발달한 요쇼쿠 중 하나이며, 그 후는 거의 완전한 일식으로 자리매김하여 반찬, 간식, 안주 등으로 널리 보급되고 있다.